# Acanthoctenus
Acanthoctenus és un gènere d'aranyes araneomorfs de la família Ctenidae de Centreamèrica i Sud-amèrica. Les femelles d' A. remotus arriben als 15mm de longitud de cos, mentre que els mascles com a màxim arriben a fer 11 mm.

## Taxonomia
- Acanthoctenus gaujoni Simon, 1906 — Veneçuela, Equador
- Acanthoctenus kollari (Reimoser, 1939) — Costa Rica
- Acanthoctenus maculatus Petrunkevitch, 1925 — Panamà
- Acanthoctenus mammifer Mello-Leitão, 1939 — Brasil
- Acanthoctenus obauratus Simon, 1906 — Brasil
- Acanthoctenus plebejus Simon, 1906 — Veneçuela, Perú
- Acanthoctenus remotus Chickering, 1960 — Jamaica
- Acanthoctenus rubrotaeniatus Mello-Leitão, 1947 — Brasil
- Acanthoctenus spiniger Keyserling, 1877 — Des de Mèxic fins a Veneçuela
- Acanthoctenus spinipes Keyserling, 1877 — Des de Guatemala afins a Paraguai